# Lejebolig
 Denne artikel omhandler overvejende eller alene danske forhold. Hjælp gerne med at gøre artiklen mere almen.
En lejebolig er en bolig, som man som lejer kan leje af en udlejer. I Danmark bor over 40 % af den danske befolkning til leje. Typisk betales der op til 3 måneders depositum forud, som anvendes til en eventuel istandsættelse ved fraflytning. Dette tilbagebetales til lejer, såfremt det ikke benyttes til istandsættelse. 
Lejere er beskyttet af lejeloven.
Lejeboliger kan findes via venner, via opslag og annoncer, eller via Internettet. 
En stor del af lejeboligerne er organiseret i almene boligselskaber. I denne kategori findes der over hele landet 540.000 almene boliger, hvilket udgør ca. 20% af alle boliger i Danmark.
De tre største almene boligselskaber med lejeboliger er Københavns Almennyttige Boligselskab (KAB), Dansk Almennyttigt Boligselskab (DAB) og Lejerbo.
Derudover findes der også en række boligportaler, som udbyder lejeboliger af alle typer - oftest mod et abonnementsgebyr, hvoraf prisen kan varier meget.